# Laurent Crost
Laurent Crost (ur. 5 maja 1970) – francuski judoka.
Wygrał z drużyną złoty medal na mistrzostwach świata w 1994. Startował w Pucharze Świata w latach 1990, 1992, 1993 i 1995-2000. Mistrz Europy w 1995, piąty w 1995, a także zdobył trzy medale w drużynie. Brązowy medalista MŚ wojskowych 1992. Mistrz Francji w 1995 i 1996 roku.